# La Môle
La Môle é uma comuna francesa na região administrativa da Provença-Alpes-Costa Azul, no departamento de Var. Estende-se por uma área de 45,28 km². Em 2010 a comuna tinha 1 471 habitantes (densidade: 32,5 hab./km²).